# سیب چمپیون

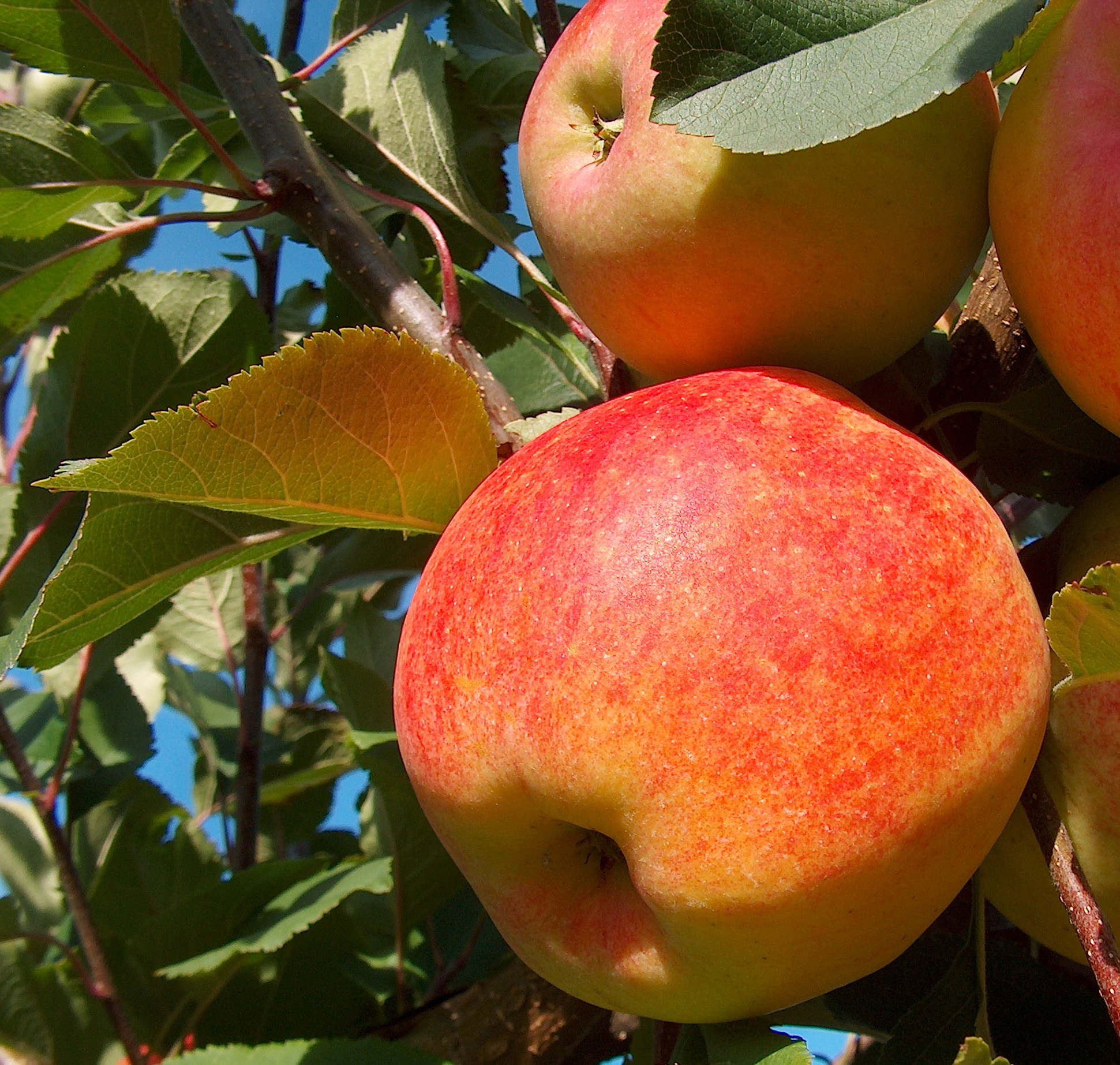
سیب چمپیون

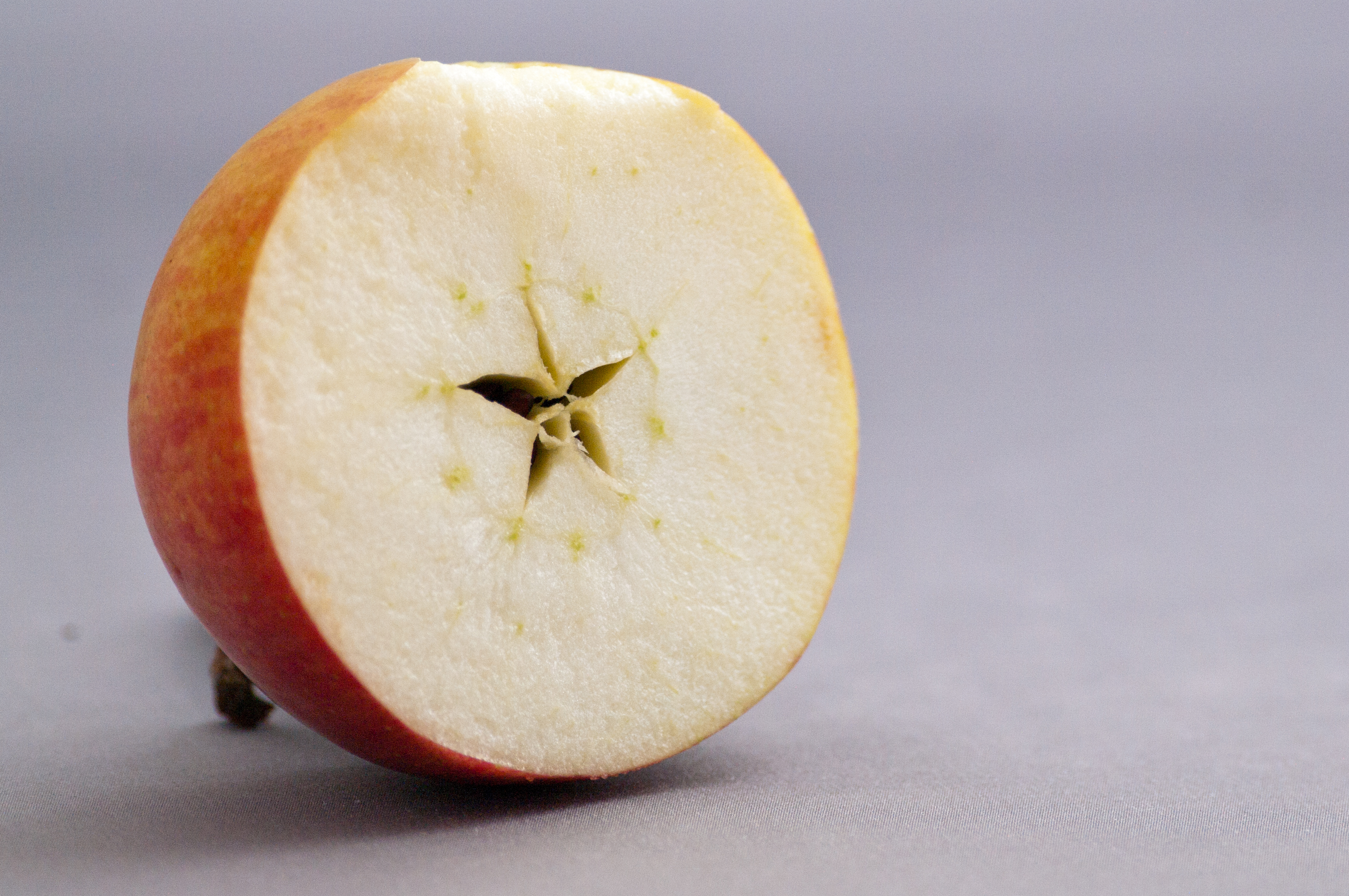

سیب چمپیون، شامپیون یا سمپیون یک رقم سیب پیوندی است که در سال ۱۹۶۰ در جمهوری چک در سیرکا از پیوند سیب زرد و سیب کاکس اورنج پایپین پرورش یافت. انواع مختلف با پوست‌های دو رنگ توصیف شده‌اند.

### عکس
- Science photo
- Age photo stock
- Botanik Foto